# دلتا الکترونیک
دلتا الکترونیک (انگلیسی: Delta Electronics) شرکت الکترونیک تایوانی است، که در سال ۱۹۷۱ تأسیس شد.

## تاریخچه
در سال ۱۹۷۱ تأسیس شد و از سال ۲۰۰۲ رهبر جهانی در منابع تغذیهٔ سوئیچینگ و موتور DC بدون جاروبک از سال ۲۰۰۶ بوده‌است. کمپانی دلتا محصولاتی با بیشترین بازده توان در صنعت را ارایه می‌دهد، از جمله منابع تغذیه سوئیچینگ با راندمان بیش از ۹۰٪، منابع مخابراتی تا ۹۷٫۵٪ و اینورتر PV با بازده تا ۹۸٫۸٪.
دلتا همچنین برای اولین بار در جهان منبع تغذیه سرور با راندمان بیش از ۹۶٪ را توسعه داده‌است. دلتا معمولاً ۶٪ تا ۷٪ از درآمد فروش سالانه خود را در R&D (تحقیق و توسعه) سرمایه‌گذاری می‌کند. همچنین دارای امکانات R&D در سراسر جهان از جمله در تایوان، چین، اروپا، هند، ژاپن، سنگاپور، تایلند، و ایالات متحده می‌باشد.
این شرکت جوایز متعددی از جشنواره‌های بین‌المللی دریافت کرده‌است. دلتا در حوزه‌های مربوط به نوآوری، طراحی و پاسخگویی اجتماعی شرکت‌ها به رسمیت شناخته می‌شود.
از سال ۲۰۱۱، دلتا در هر سال برای شاخص معتبر جهانی توسعهٔ پایدار داو جونز ™ انتخاب شده‌است. کمپانی دلتا در سال ۲۰۱۵ در فهرست بازارهای در حال ظهور DJSI قرار گرفت و در میان ۴۵ شرکت پیشرو در تجهیزات الکترونیکی، ابزار و بخش قطعات در رتبهٔ اول قرار گرفت. دلتا در فهرست رهبری افشای آب و هوا (CDLI) گنجانده شده‌است. دلتا خود را همچنان به توسعه فن آوری و راه حلی برای جلوگیری از گرمایش جهانی و تضمین آینده ای پایدار برای بشریت متعهد می‌داند.

## محصولات

### الکترونیک قدرت
- قطعات
- فن‌ها و مدیریت حرارتی
- الکترونیک خودرو

### اتوماسیون
- اتوماسیون صنعتی
- اتوماسیون ساختمان

### زیر ساخت
- زیرساخت ICT
- زیرساخت انرژی و راه حل‌های صنعتی